# Toradzsák
A toradzsák (vagy toradják) az Indonéziához tartozó Celebesz szigetén élő népcsoport, számuk kb. 1,1 millió fő. A 20. század elejéig a külvilágtól teljesen elzárva éltek, csak a szomszédos bugi néppel tartották a kapcsolatot. Különlegesek halotti szertartásaik.

## Lakóhely és életmód

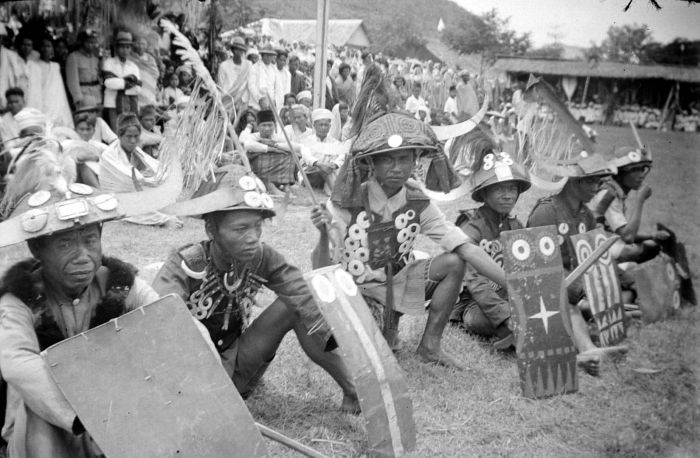
Toradzsa harcosok 1937-ben

A toradzsák Celebesz belső és nyugati területein élnek. Erre utal a népcsoport nevének jelentése: „a belső területek lakói”. Több törzsre oszlanak, ezek a to-lampu, to-rano, to-pebato, to-ronkong, to-laga, to-bela, to-nakulo, to-bada, to-napu, to-kulawi és to-leboni. Toradzsaföld központja a 26000 lakosú Rantepao, Celebesz székhelyétől, Makassartól kb. 300 km-re fekszik. A toradzsa falvak a környező hegyekben találhatóak.
A sziget belső hegyvidéki területein élnek, lakóterületük folyamatosan csökken. Égető-talajváltó gazdálkodást folytatnak, a felégetett őserdő helyén rizst és kukoricát termesztenek, vízibivalyt és sertést tenyésztenek. A növénytermesztést halászattal és vadászattal egészítik ki.

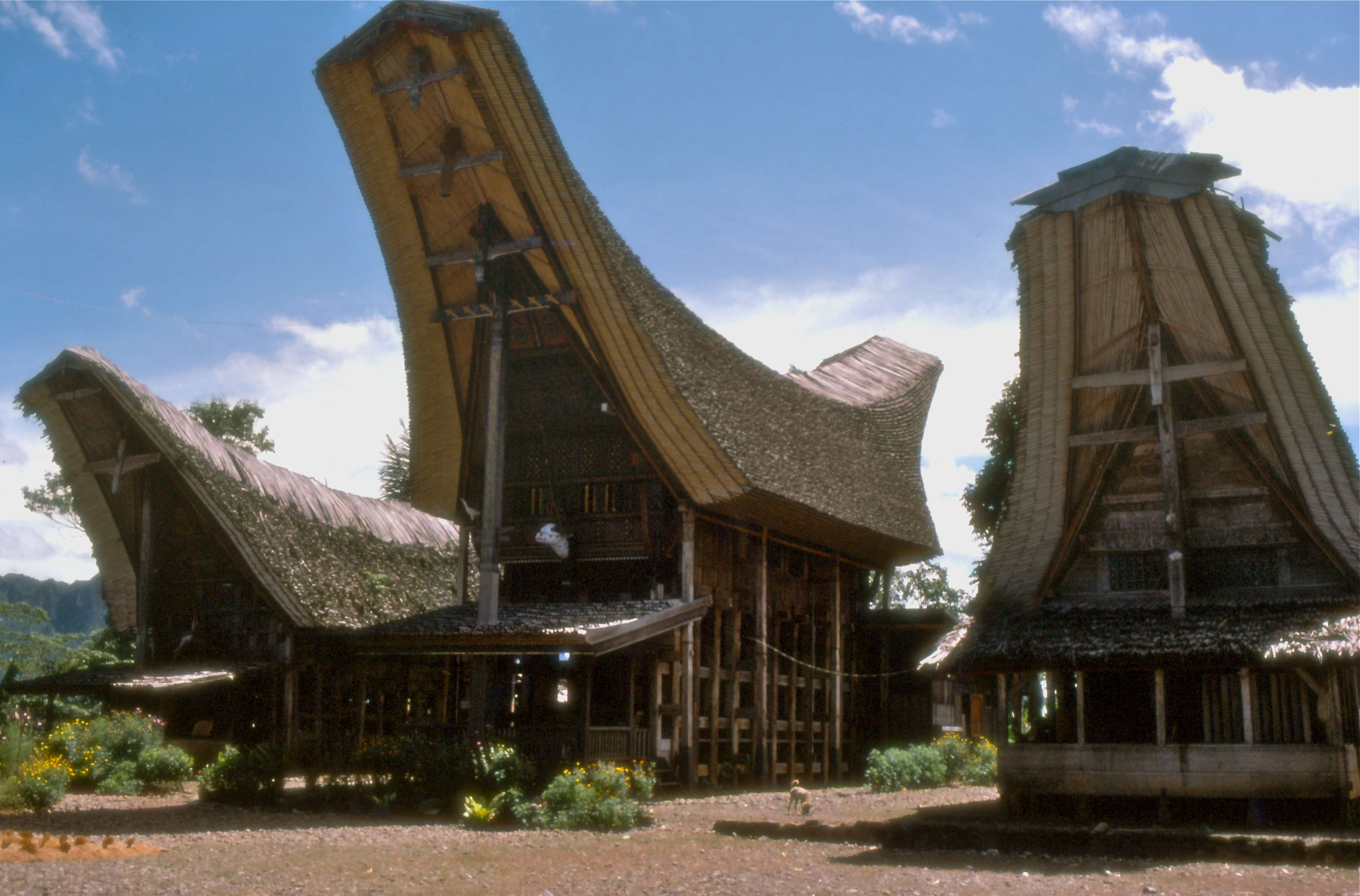
Tongkonan házak jellegzetes tetőzettel

A toradzsák hagyományos háza, a tongkonan jellegzetes alakú tetőszerkezete miatt különleges. A tető mindkét oldalon a falakon messze, felfelé túlnyúló íve bivalyszarvhoz hasonlít. A házakat vízi bivalyokat ábrázoló képek, faragások és bivalyszarvak díszítik.

## Történet
Indonézia gyarmatosítói, a hollandok 1905-ig nem ismerték a toradzsákat. Ők viszont a bugi nép kereskedőinek köszönhetően tudtak az európaiakról. A fejvadászattal csak az 1920-as években hagytak fel. A megszerzett koponyákat templomaikban állították ki. Központi uralkodójuk nem volt, egymástól független falvakban éltek, melyeket az idősek tanácsai alapján irányítottak. Ma sok toradzsa már városlakó, vannak akik az ország távolabbi szigetein telepedtek le.

## Nyelv és vallás
A toradzsa nyelv az ausztronéz nyelvcsaládba tartozik, számos nyelvjárásra oszlik. (pl. sa'dan, tae) Legközelebbi rokonai a duri és a buginéz nyelvek. A tae dialektusbanKét szintet lehet elkülöníteni: az egyik a hétköznapi beszédben használatos, a másik, magasabb szintű a valláshoz kapcsolható. A többi indonéz néphez hasonlóak a toradzsák is a hivatalos helyeken a bahasa indonéz nyelvet használják.
A toradzsák többsége (>80%) keresztény, A kereszténységet csak a 20. század elején ideérkező holland protestáns hittérítők hatására vették fel, így legtöbbjük számára továbbra is fontos szellemekbe és alvilágba vetett hit. Hagyományos vallásuk, az aluk to dolo (ősök törvénye) alapja ugyanis a holtak szellemének tisztelete. A toradzsák szerint az embernek két lelke van: egy élő és egy halott.

## Kultúra
A toradzsák jó fafaragók és híresek az általuk készített edények is.
A toradzsák szokásainak legkülönlegesebbjei a halottkultuszhoz kapcsolódnak. Az egyes csoportok szokásai eltérőek: vannak akik a halottakat ideiglenes helyre teszik, megvárják amíg a hús leválik a csontról, majd a csontokat külön helyen őrzik. Mások a holttesteket e célra emelt építmények tetején helyezik el.

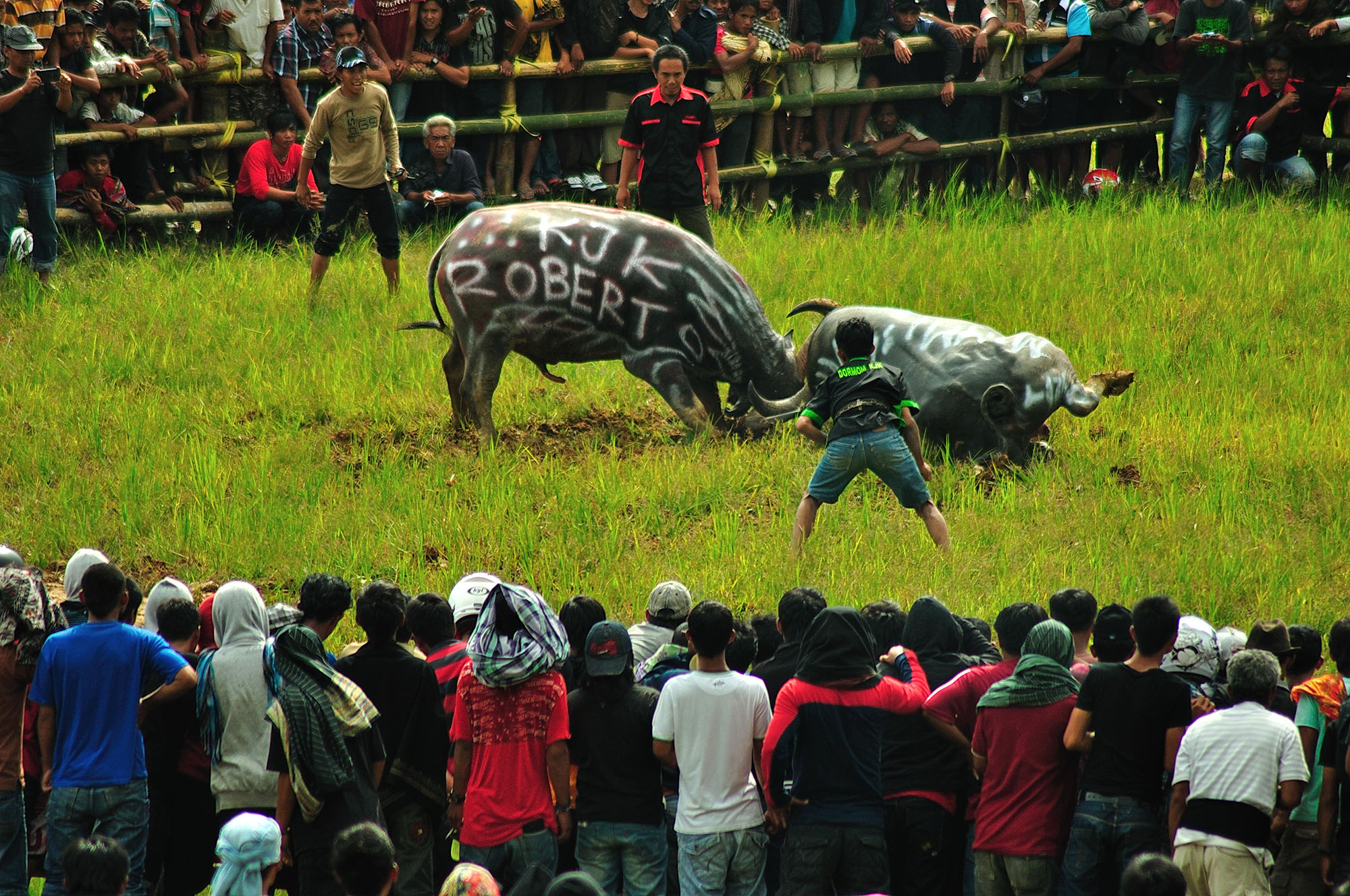
Temetési bivalyviadal

Egyes csoportok csónak alakú fakoporsóba helyezve eltemetik halottaikat, ám a temetkezésnek egy elég rendhagyó módját képviselik. A temetés általában hónapokkal, esetleg évekkel a halál után következik be, hogy a rokonságnak legyen ideje a tetemes költségek összegyűjtésére, illetve a távolabbi rokonok is megérkezhessenek. A halottat addig ideiglenes temetői építményekben vagy a család házában helyezik el. Általában egy fokozatosan kibontakozó, lassú folyamatnak fogják fel a halált, vagyis az elhunytak még napokig, hetekig együtt maradnak a családdal. Számukra a halál nem elválás szeretteiktől, hanem csak egy újfajta kapcsolat a családtagok között. Hitük szerint az elhunyt makula, azaz „beteg ember” lesz, a lelke még a testében marad. Az elmúlást az élet alapvető részének, központi mozzanatának tekintik. A családtagok ételt visznek a formaldehiddel tartósított holttestnek, beszélgetnek vele, kikérik a véleményét.

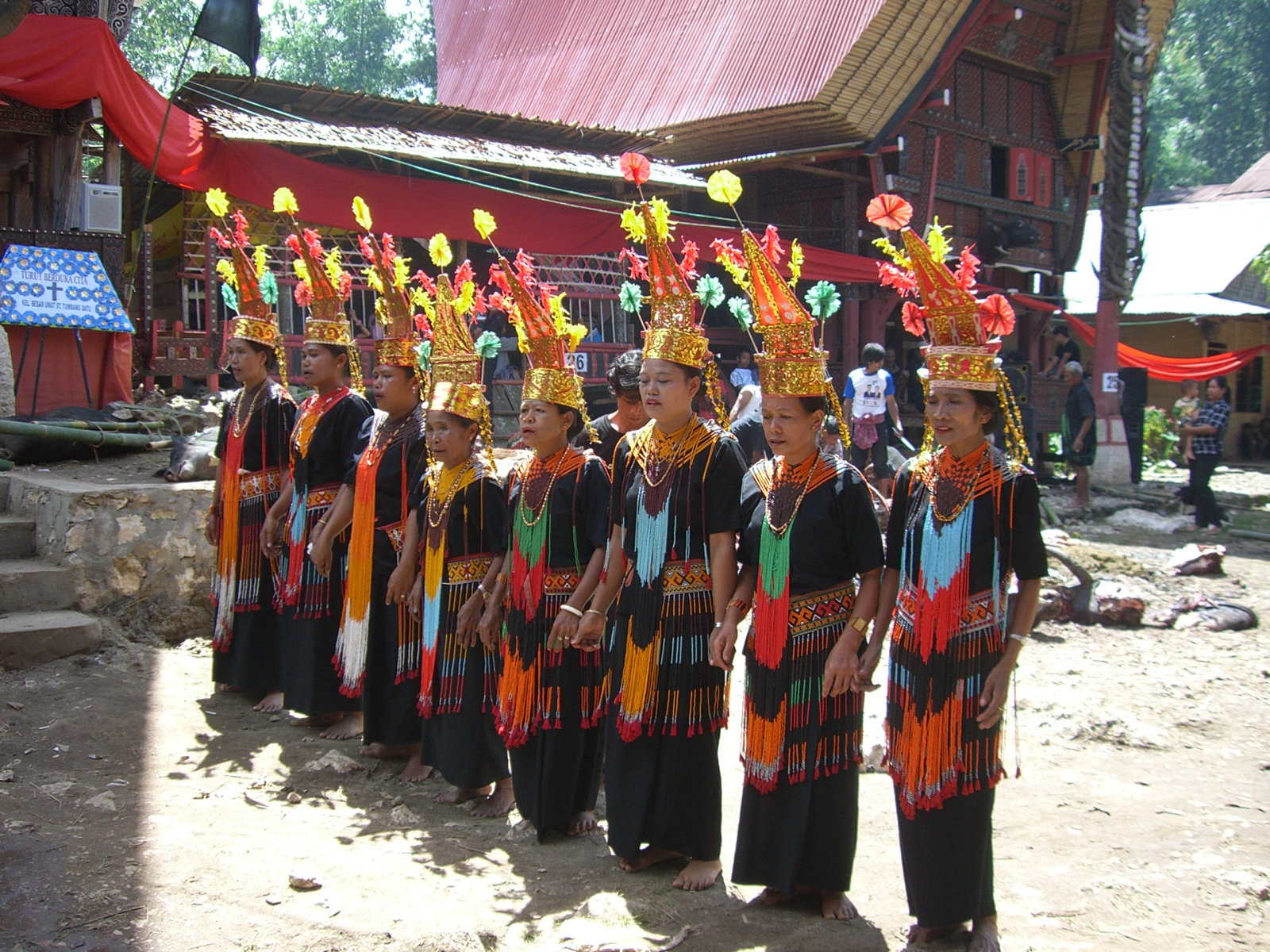
Temetési szertartás kísérő táncosok

A temetés során a halott családjának tekintélyétől függően akár többszáz vízibivalyt is levágnak, de legalább 24-et mindenkinek illik elkészíteni. Levágásuk előtt a bivalyokkal gyakran viadalt rendeznek, ám ezeken a alkalmakon tilos a fogadás. Az állatokat a család és az összegyűlő rokonok ajánlják fel a vendégsereg ellátására. A gyászoló család pontos kimutatást kap arról, melyik rokontól mekkora értékű ajándékot kapott, mert fordított esetben ezt viszonozni kell. Ha valaki erre nem képes, az adósság terhe gyermekeire, unokáira is átszáll. A koporsót díszes faemelvény alatt, zenével, tánccal kísérve viszik végig az utcákon. Gazdagabb, magasabb rangú toradzsa temetésekor többszáz motorból és autóból álló temetési menet indul a városban. A temetés során az újszövetségi evangéliumokból olvasnak fel.

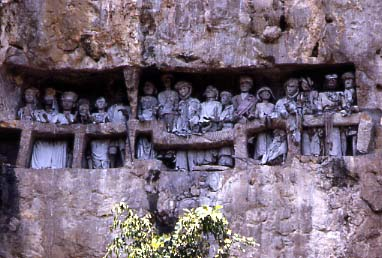
Sziklába vájt sírok a halottak arcképeivel

A holttesteket magas fekvésű sziklába vájt barlangokba helyezik. Ennek oka, hogy régen a halott mellé tett értékes sírmellékleteket gyakran fosztogatták sírrablók. A család feladata volt ezek őrzése. A sírokon ajtó is van, melyen a halott képmását (tau-tau) helyezték el, ez szintén a rablók elriasztására szolgált. A bejárathoz ember alakú faszobrokat is állítanak. 
Az északi toradzsák még a temetés után is bizonyos idő elteltével kiemelik a holttesteket. Ez a ma’nene’, vagyis a második temetés szertartása. A sírboltot felnyitják, kitakarítják, ételt és cigarettát visznek a halottnak. A holttestet kihozzák a jó levegőre, tiszta ruhába öltöztetik. Ha a holttest jó állapotban van, azt szerencsés jelnek tekintik.